# Paddington i Peru
Paddington i Peru är en brittisk äventyrs- och komedifilm, som hade premiär den 8 november 2024. Filmen är regisserad av Dougal Wilson, efter ett manus skrivet av Michael Bond, Mark Burton och Simon Farnaby. Filmen är den tredje om Björnen Paddington och uppföljare till Paddington 2 från 2017.
Filmen hade biopremiär i Sverige den 17 januari 2025, utgiven av Sony Pictures Releasing.

## Handling
Filmen kretsar kring Björnen Paddington som denna gång beger sig till Peru för att besöka Aunt Lucy men ett mysterium leder honom på äventyr i Amazonas djungel.

## Rollista (i urval)
- Ben Whishaw – Björnen Paddington (röst)
- Hugh Bonneville – Henry Brown
- Emily Mortimer – Mary Brown
- Madeleine Harris – Judy Brown
- Samuel Joslin – Jonathan "J-Dog" Brown
- Julie Walters – Mrs. Bird
- Jim Broadbent – Samuel Gruber
- Olivia Colman – The Reverend Mother
- Antonio Banderas – Hunter Cabot
- Carla Tous – Gina Cabot
- Imelda Staunton – Aunt Lucy (röst)